# Parafilija (psihiatrija)
Parafilija ali (seksualna) perverzija, pa tudi spolna iztirjenost je oznaka za vztrajne in ponavljajoče se spolne interese, nagone, fantazije ali vedenja, ki vključujejo predmete, dejavnosti ali situacije atipične (neznačilne) narave. Četudi parafilije same po sebi niso nujno patološke, se lahko stanje razvije v parafilično motnjo, kadar parafilija povzroča škodo, stisko in oslabljenost posameznika oziroma drugih. Ni znanstvenega konsenza za natančno razlikovanje neobičajnih spolnih interesov in takšnih, ki jih označujemo kot parafilije.
Število in taksonomija parafilij še nista dorečena; en izmed virov navaja 549 tipov parafilij. Peta izdaja Diagnostičnega in statističnega priročnika duševnih motenj (s kratico DSM) ima seznam osmih glavnih parafiličnih motenj: voajeristična, ekshibicionistična, froteristična, seksualna mazohistična, seksualna sadistična, pedofilična, fetišistična in transvestitska parafilična motnja.

## Terminologija

### Zgodovina
Za opisovanje netipičnih spolnih interesov se je v zgodovini uporabljala množica različnih izrazov. Seksolog John Money je populariziral izraz parafilija (paraphilia) kot neslabšalen termin za vse nenavadne spolne privlačnosti. Psihiater Glen Gabbard navaja, da kljub trudu Moneya in drugih strokovnjakov, termin parafilija v večini situacij ostaja slabšalen.
Avtor izraza parafilija (paraphilie) naj bi bil avstrijski etnolog Friedrich Salomon Krauss leta 1903, v angleškem jeziku se je termin začel uporabljati let 1913. Izraz je grškega porekla in pomeni παρά (para) "poleg, zraven" in φιλία (-philia) "prijateljstvo, ljubezen".
V poznem 19. stoletju so psihologi in psihiatri začeli kategorizirati raznovrstne parafilije, ker so si želeli bolj opisni sistem, ki se ne bi opiral zgolj na verske definicije sodomije in perverzije. Pred popularizacijo termina parafilija se je za enaka stanja uporabljal izraz seksualna deviacija (deviantnost). Leta 1981 objavljen članek v American Journal of Psychiatry opisuje parafilijo kot ponavljajoče se, močne spolno vzburjajoče fantazije, sle ali vedenja, ki navadno vključujejo naslednje:
- nečloveške objekte (objektofilija)
- trpljenje ali poniževanje samega sebe ali svojega partnerja (BDSM)
- otroke (pedofilija)
- ljudi, ki se ne strinjajo (posilstvo)

### Homoseksualnost in neheteroseksualnost
Homoseksualnost, ki se sedaj pogosto sprejema za normalno različico človeške spolnosti, je bila nekdaj obravnavana kot spolna iztirjenost. Sigmund Freud in nekateri drugi psihoanalitiki so menili, da so homoseksualnost in parafilije posledica psihoseksualnih nenormativnih odnosov do Ojdipovega kompleksa. Posledično se je termin seksualna pervezija in označevalec perverznež zgodovinsko uporabljal za homoseksualne moške (geje) in vse druge neheteroseksualne ljudi (ljudi, katerih spolna orientacija ne ustreza postavljenim normam).
Kodirana kot 000-x63 je bila homoseksualnost na vrhu klasifikacijskega seznama seksualnih perverzij, dokler je ni leta 1973 izbrisalo Ameriško psihiatrično združenje (American Psychiatric Association). Martin Kafka je zapisal: »Spolne motnje, ki so bile nekoč označene kot parafilije (denimo homoseksualnost), se danes dojemajo kot različice normalne spolne usmerjenosti.«
Klinični psiholog James Cantor je v študiji leta 2012 primerjal homoseksualnost in raznolike parafilije ter ugotovil, da si oboji delijo nekateri podobnosti (recimo vseživljenjsko trajanje), a imajo tudi precej razlik (spolni delež, dominantna roka, IQ, nevroanatomija ipd.). Zaključeno je bilo, da so parafilije in homoseksualnost v dveh popolnoma različnih kategorijah.

## Vzroki
Vzroki za pojav parafilij med ljudmi niso dobro poznani, nekaj raziskav pa kaže na morebitne prenatalne nevrorazvojne korelacije. Študija iz leta 2008, kjer so s pomočjo posebnega vprašalnika analizirali spolne fantazije 200 heteroseksualnih moških, je pokazala, da imajo moški z večjim odstotkom neobičajnih interesov večje število starejših bratov in zvišano možnost za dominantno levo roko (levoročnost). Predlagano je bilo, da ima vlogo v razvoju deviantnih privlačnosti nepravilna hemisferna lateralizacija možganov.
Vedenjske (behavioristične) razlage predlagajo, da imajo parafilije svoj izvor zgodaj v življenju, med dogodkom, kjer se parafilični dražljaj (stimulus) poveže z intenzivnim spolnim vzburjenjem (t.i. klasično pogojevanje). Susan Nolen-Hoeksema meni, da se tovrstne povezave nato krepijo.

## Diagnoza
Z diagnosticiranjem parafilij in podobnih stanj je še zdaj povezanih precej znanstvenih in političnih kontroverznosti, saj se pogosto dogaja, da so tovrstna stanja stigmatizirana kot mentalne bolezni. Charles Allen Moser, zdravnik in zagovornik spolnih manjših, meni, da bi morali takšne diagnoze izbrisati iz diagnostičnih priročnikov.

### Tipični in atipični interesi
Albert Eulenburg (1914) je ob raziskovanju parafilij ugotavljal (z mišljenjem takratnega časa): "Vse oblike seksualne pervezije...imajo eno skupno lastnost. Njihove korenine segajo dol v matriks normalnega in naravnega spolnega življenja; na nek način so tesno povezane s čustvi in izražanji našega fiziološkega erotizma. So...hiperbolična stopnjevanja, popačenja, pošastni sadeži določenih delnih in drugotnih izražanj tega erotizma, ki se dojema kot normalen oziroma je vsaj v mejah zdravega spolnega občutja."
Klinična literatura pozna zapise mnogih različnih parafilij, le nekaj pa jih je zapisanih v diagnostičnih taksonomijah Ameriškega psihiatričnega združenja in WHO. Ni dorečeno, kateri spolni interesi se naj dojemajo kot parafilične motnje in kateri so zgolj normalne različice spolnega interesa. Dodatna težava je kulturna raznolikost, kajti vedenja, ki so ponekod dojemana kot parafilije, so drugod popolnoma normalna ali vsaj sprejemljiva. Nekateri menijo, da je kulturni relativizem ključnega pomena, ko se govori o parafilijah, kajti obstaja velika raznoličnost o spolno sprejemljivih praksah v različnih kulturah.

### Intenzivnost in specifičnost
Kliniki razlikujejo med izbirnimi, zaželenimi in ekskluzivnimi parafilijami, četudi terminologija ni popolnoma standardizirana. Izbirna parafilija je alternativna pot do spolnega vzburjenja. V zaželenih parafilijah ima oseba raje parafilijo kot tradicionalne, konvencionalne spolne aktivnosti, občasno pa se poslužuje tudi slednjih.
Literatura vključuje tudi izjemno redke in svojevrstne parafilije. Tak primer je denimo adolescentni moški, ki je imel močan seksualni interes do avtomobilskih izpušnih cevi, mlad moški s podobnimi fantazijami do specifičnega tipa avta in moški, ki je imel parafilični interes do kihanja (tako svojega kot tudi kihanja drugih).

### Diagnostični in statistični priročnik duševnih motenj (DSM)
V ameriški psihiatriji so se pred izidom prve izdaje DSM parafilije klasificirale kot "primeri psihopatičnih osebnosti s patološko seksualnostjo". DSM-I (1852) je seksualno deviacijo vključila kot osebnostno motnjo sociopatičnega podtipa. Raziskovalec Anil Aggrawal je zapisal, da je sedaj zastarel DSM-I med primere dodatnih izrazov za patološko vedenje vključil homoseksualnost, transvestizem, pedofilijo, (seksualni) fetišizem in seksualni sadizem, pa tudi posilstvo, spolni napad in pohabljenje.
Druga izdaja DSM, DSM-II (1968), je še vedno uporabljala termin seksualna deviacija, a teh vedenj ni več prištevala med osebnostne motnje, temveč v širšo kategorijo "osebnostnih motenj in določenih drugih nepsihotičnih duševnih motenj". Tipi seksualnih deviacij, navedenih v DSM-II, so bili: napaka spolne usmerjenosti (homoseksualnost), fetišizem (objekt spolnega zadovoljevanja so predmeti, pogosto oblačila), pedofilija, transvestizem (oblačenje, občasno obnašanje, kot oseba drugega spola), ekshibicionizem (razgaljanje in razkazovanje), sadizem, mazohizem, voajerizem (vzburjenost in spolno uživanje ob opazovanju spolne aktivnosti drugih) in "druge seksualne deviacije". Za "druge seksualne deviacije" ni bilo navedene definicije ali primerov, kategorija seksualne deviacije pa naj bi opisovala spolno preferenco posameznikov, ki je bila usmerjena proti vsemu razen ljudi nasprotnega spola, proti spolnim aktivnostim, ki ne vključujejo koitusa, ali proti koitusu, izvedenem v bizarnih okoliščinah, kot so nekrofilija, pedofilija, seksualni sadizem in fetišizem.
V tretji izdaji DSM, DSM-III (1980), so prvič uporabili termin parafilija, in sicer kot ime za novo kategorijo "psihoseksualnih motenj". Med drugim so v priročnik vključili tudi zoofilijo, koprofilijo, klizmafilijo in urofilijo, odstranili pa so homoseksualnost.  V DSM-IV (1994) je bila dodana širša kategorija "motnje seksualne in spolne identitete". DSM-IV-TR parafilije definira kot "ponavljajoče se, intenzivne spolno vzburjajoče fantazije, spolne sle ali vedenja, ki navadno vključujejo nečloveške objekte, trpljenje ali poniževanje samega sebe/partnerja/otroka ali druge osebe, ki v to ni privolila, ter se odvijajo v obdobju šestih mesecev" (kriterij A), ki "povzročajo klinično izraženo stisko ali oslabljenost v socialnih, službenih ali drugih pomembnih področjih delovanja". (kriterij B). DSM-IV-TR navaja osem specifičnih parafiličnih motenj: ekshibicionizem, fetišizem, pedofilija, seksualni mazohizem, seksualni sadizem, voajerizem, transvestitski fetišizem, froterizem in dodatna kategorija. V DSM-IV-TR se parafilije ne diagnosticira kot psihiatrične motnje, razen če ta posamezniku ali drugim povzroča stisko ali škodo.
Peta izdaja DSM, DSM-5 dodaja navodila za razlikovanje med parafilijami in parafiličnimi motnjami. Navaja, da parafilije načeloma ne potrebujejo psihiatrične pomoči, medtem ko so parafilične motnje "parafilije, ki posamezniku povzročajo stisko ali oslabljenost, oziroma parafilije, katerih zadovoljevanje vključuje škodovanje človeku". Posledično oseba, ki ima pokazano parafilijo, nima nujno tudi parafilične motnje. DSM-5 se strinja, da obstaja več ducatov parafilij, navaja pa le osem bistvenih, ki so pomembnejše in pogostejše (že omenjene voajeristična, ekshibicionistična, froteristična, seksualna mazohistična, seksualna sadistična, pedofilična, fetišistična in transvestitska parafilična motnja). Preostale, redkejše parafilije se lahko obravnava v okviru dodatne kategorije, če povzročajo stisko ali oslabelost.
Profesorica bioetike Alice Dreger je spremembe v diagnostičnem priročniku komentirala kot "prefinjen način odobravanja spolnih čudaštev – podskupina se ni potrudila definirati parafilj. Definirana pa je parafilična motnja: to je, kadar atipični spolni interes posameznika omejuje ali mu povzroča stisko oziroma škodi drugim ". Vodja podskupine za parafilije, ki je sodelovala pri nastajanju DSM-5, seksolog Ray Blanchard, je v intervjuju dejal: "Pri depatologiziranju blagih in neškodljivih parafilij smo poskušali iti tako daleč, kot je le mogoče, in hkrati resne parafilije, ki povzročajo stisko, oslabljenost in škodo, prepoznavati kot motnje." Charles Allen Moser je povedal, da spremembe v bistvu niso tako konkretne, kajti že v DSM-IV je bila podana razlika med parafilijami in nepatološkimi, a vseeno neobičajnimi spolnimi interesi.

## Nadziranje
Večina klinikov in raziskovalcev meni, da je parafilične spolne interese skoraj nemogoče spreminjati, za kar pa so potrebni dodatni dokazi. Glavni namen terapij je posledično čim bolj zmanjšati posameznikovo stisko zaradi parafilije in omejiti morebitna kriminalna vedenja. Na voljo so tako farmakološke kot tudi psihoterapevtske metode.
Ena izmed vedenjskih terapij denimo pomaga ljudem s parafilijami razviti strategije za izogibanje vedenju v skladu s parafiličnimi interesi. Bolnike se uči prepoznavanja in nadziranja faktorjev, ki vodijo v parafilične aktivnosti (na primer stres). Tudi farmakološke metode ljudem pomagajo nadzirati njihovo spolno vedenje, ne vplivajo pa na samo parafilijo. Pogosto se kombinirajo razne vedenjske in farmakološke metode.

### Farmakološke metode
Pri nekaterih parafilijah (še posebej ekshibicionizmu, pedofilijah in kompulzivnih masturbatorjih) se uporabljajo selektivni zaviralci ponovnega privzema serotonina (SSRI). Zniževali naj bi spolno vzburjenost, kompulzivnost in depresivne simptome. Veljajo za pomembno farmakološko metodo.
V resnejših primerih se uporablja antiandrogene. Ker delujejo podobno kot fizična kastracija (znižujejo ravni androgenov), so bili opisani tudi kot kemična kastracija. Kirurška kastracija se uporablja le poredko, ker so farmakološke alternative podobno učinkovite, a precej manj invazivne.

## Epidemiologija
Raziskave kažejo, da se parafilije le redko pojavljajo pri ženskah. Kljub temu je poznanih nekaj študij, kjer so bile subjekti ženske s parafilijami. Pri ženskah se najpogosteje pojavlja seksualni mazohizem (1 izmed 20 primerov seksualnega mazohizma je bila ženska).
Večina parafiličnih študij je bila izvedena na ljudeh, ki so bili obtoženi zločinov, povezanih s spolnostjo. Ker število obtoženih moških spolnih kršiteljev precej presega število obtoženih ženskih kršiteljic, je parafilično vedenje žensk slabše raziskano. Problematična naj bi bila denimo pedofilija žensk, kajti le redke pedofilke sodelujejo v študijah. Premajhna zastopanost ženskih pedofilk naj bi bila med drugim posledica popustljivosti družbe do spolnih odnosov med mladimi dečki in odraslimi ženskami.
Po mnenju Johna Hunsleya dodatno težavo preučevanja ženskih parafilij predstavlja tudi človeška fiziologija, kajti pri moških se vzburjenost enostavno meri s pomočjo erekcije, medtem ko je meritev pri ženskah bolj zapletena.